# 聖汐克
聖汐克國際（英語：Sunseeker International）是總部位於英國多塞特郡普爾的豪華遊艇製造公司。創立於1979年。2013年由大連萬達集團買下。據其2012年收入，是最大的英國豪華遊輪製造商。

## 历史

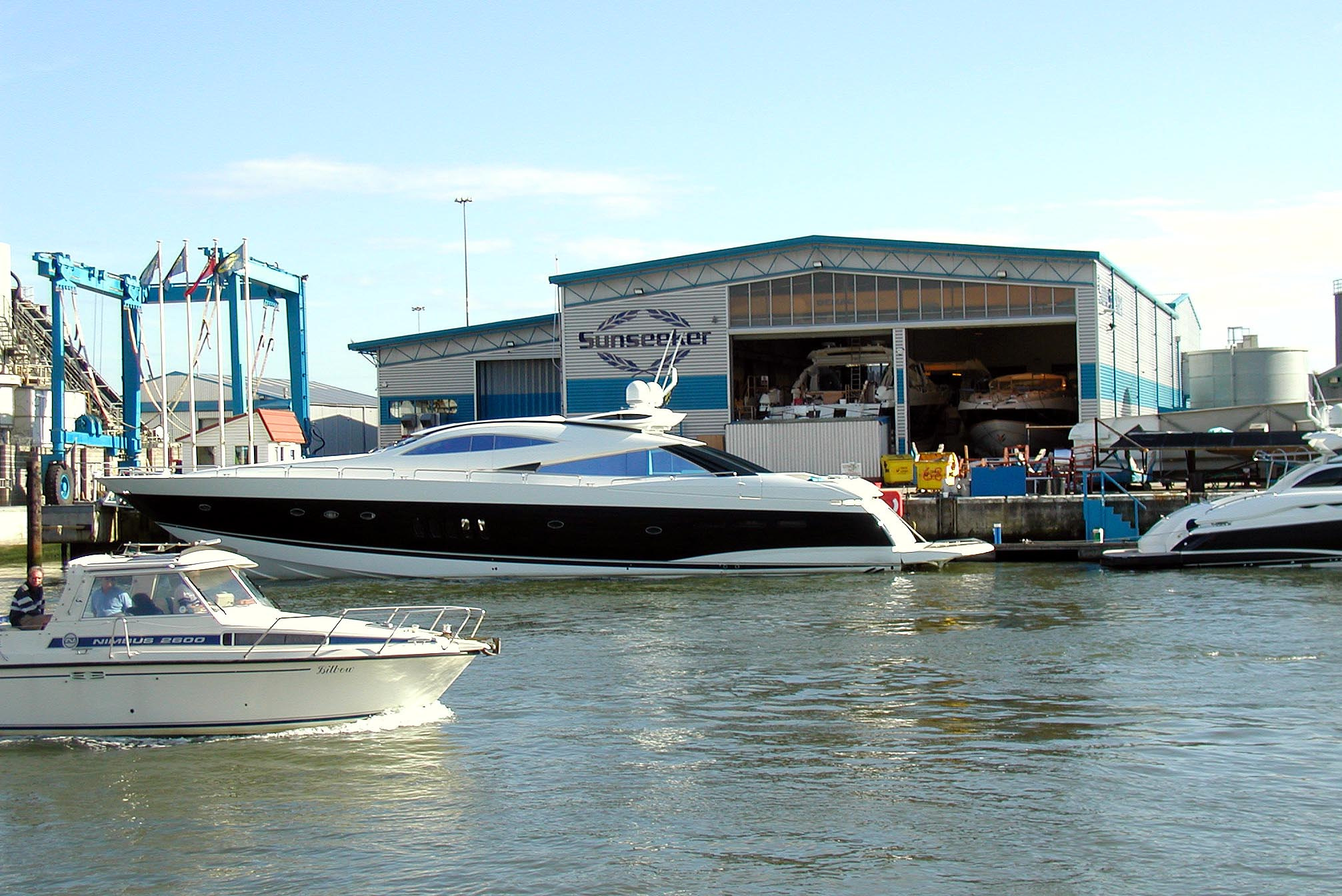
圣汐克位於普爾的船塢

2002年10月，Sunseeker International创始人Robert Braithwaite获安永会计师事务所英国年度企业家称号。
2006年，罗伯特·布赖斯韦特（Robert Braithwaite）领导了公司的4400万英镑的管理层收购，由苏格兰银行支持。
2010年，爱尔兰私募股权公司FL Partners在Sunseeker上一年亏损后通过债务重组交易接管了Sunseeker的所有权。 
2013年6月19日，万达集团同意以3.2亿美元收购其91.8％股权。据报道，万达承诺聖汐克的日常运行将不受影响，2500名员工继续工作。这笔收购在8月完成。
聖汐克自1999年就開始於詹姆斯·邦德系列電影中出場。
2018年，圣汐将作为阿斯顿·马丁红牛车队在摩纳哥大奖赛的官方游艇服务商。在为期四天的摩纳哥大奖赛上，圣汐将为阿斯顿·马丁红牛队的VIP贵宾提供六艘运动型游艇，其中包括1月在杜塞尔多夫游艇展上推出的全新“掠夺者50”。该型号游艇具有的赛艇血统非常契合摩纳哥大赛奖这种标志性的体育赛事。

## 外部連結
- Official website （页面存档备份，存于）